# Ізвестковий (Єврейська автономна область)
Ізвестковий (рос. Известковый) — смт у Облученському районі Єврейської автономної області Російської Федерації.
Входить до складу муніципального утворення Ізвестковське міське поселення. Населення становить 1616 осіб (2018).

## Історія
Згідно із законом від 26 листопада 2003 року органом місцевого самоврядування є Ізвестковське міське поселення.

## Населення
| 1959  | 1970  | 1979  | 1989  | 2002  | 2009  | 2010  |
| ----- | ----- | ----- | ----- | ----- | ----- | ----- |
| 6753  | ↘4662 | ↘3625 | ↘3025 | ↘2229 | ↘1940 | ↘1809 |
| 2011  | 2012  | 2013  | 2014  | 2015  | 2016  | 2017  |
| ↘1804 | ↘1763 | ↘1710 | ↘1653 | ↗1676 | ↘1660 | ↘1636 |
| 2018  |       |       |       |       |       |       |
| ↘1616 |       |       |       |       |       |       |